# Bảo tàng Khảo cổ học Alanya

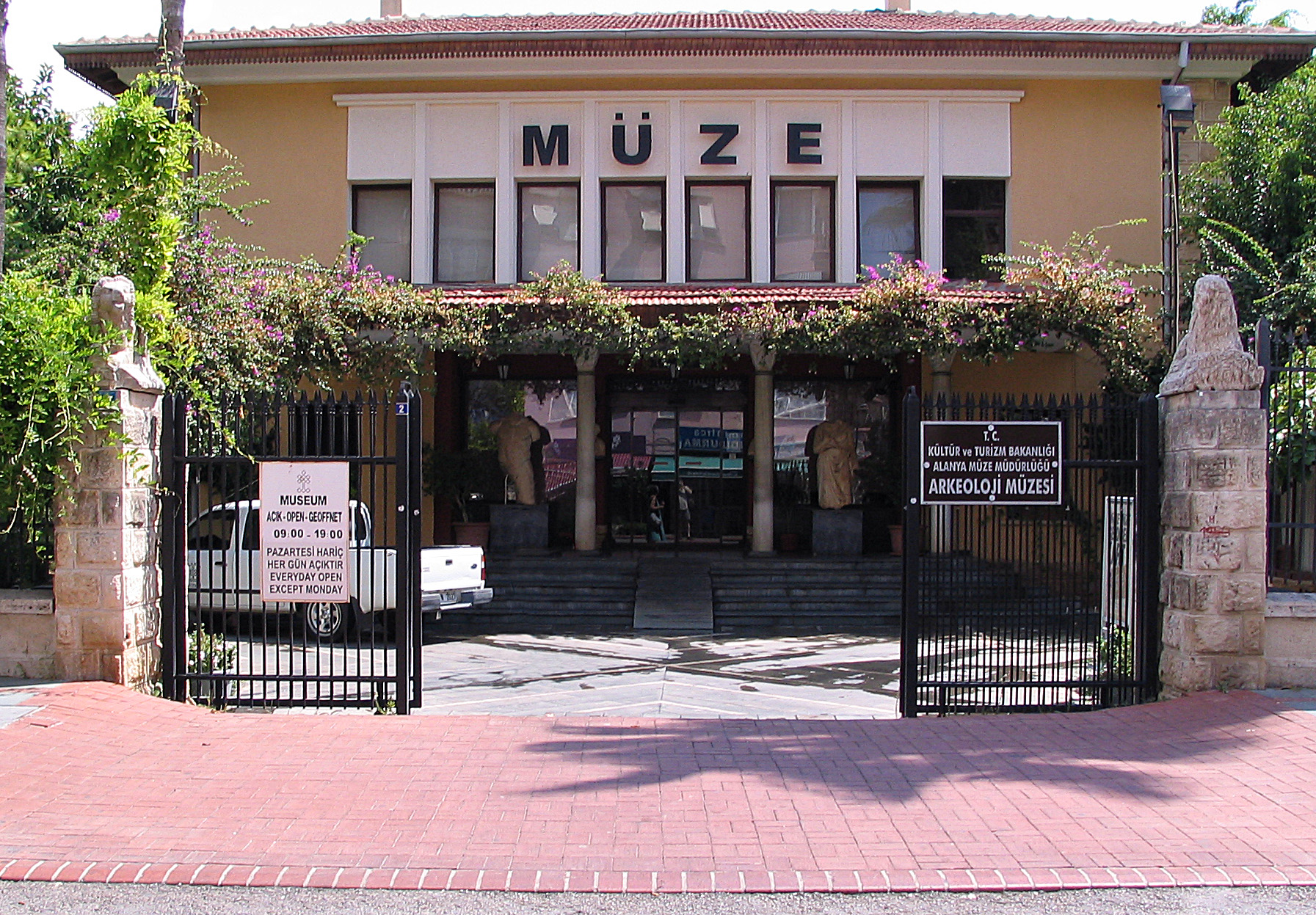
Bảo tàng Khảo cổ học Alanya

Bảo tàng Khảo cổ học Alanya là một bảo tàng Khảo cổ học ở Alanya, Thổ Nhĩ Kỳ. Bảo tàng được chia làm hai phần, trưng bày các hiện vật khảo cổ học và dân tộc học. Bảo tàng chứa nhiều mảnh gốm, đá cẩm thạch, đồng và thủy tinh và khảm từ thời Hy Lạp, La Mã và Byzantine. Đáng chú ý là bức tượng Hercules bằng đồng được làm vào thế kỷ II, với chiều cao 52 xentimét (20 in). Bảo tàng được thành lập vào năm 1967 và đã được tân trang lại vào năm 2012.

## Lịch sử
Bảo tàng được thành lập vào năm 1967. Vào thời điểm mở cửa bảo tàng, các cổ vật được trưng bày  bởi Bảo tàng Văn minh Anatilia ở Ankara; những cổ vật này liên quan đến thời kỳ đầu của thời đại đồ đồng, Urartia, Phrygia và Lidya. Các tác phẩm nghệ thuật từ các cuộc khai quật tại Laertes đã được tặng cho bảo tàng. Hai gian trưng bày các hiện vật  hiện vật khảo cổ học và dân tộc học. Các cổ vật từ thời Hy Lạp, La Mã và Byzantine cũng xuất hiện trong các bộ sưu tập của bảo tàng.

## Trưng bày

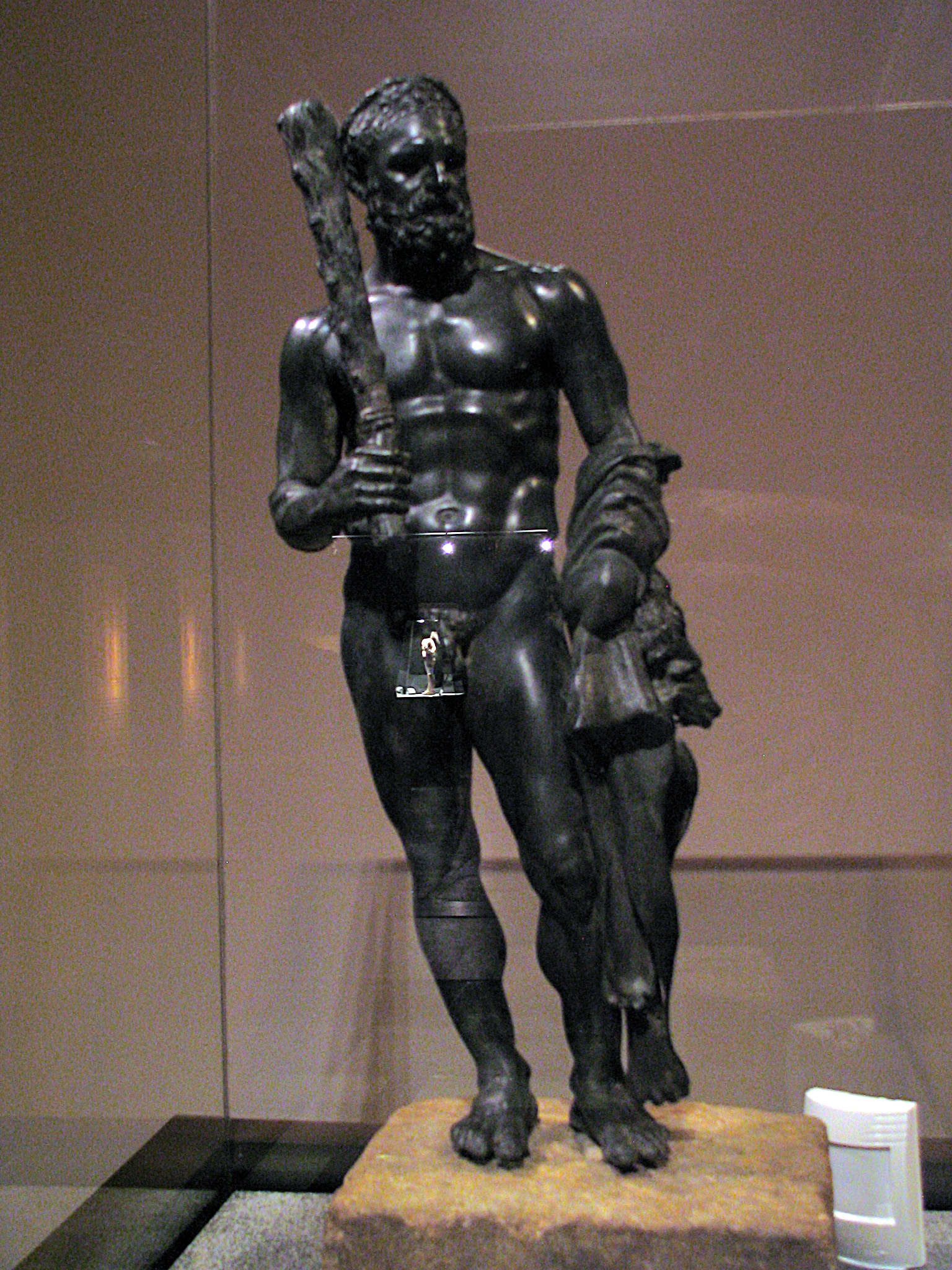
Tượng Hercules làm bằng đồng

Một số đồ chế tác nổi bật được trưng bày bao gồm: hai chiếc amphoras trong tình trạng bảo quản tốt, được ngư dân tìm thấy từ vùng biển ở Antiochia và Cragnum, Greco-italic(năm 250–150 trước Công nguyên) và Will Type 10 Lamboglio 2 (năm 100–40 trước Công nguyên); khung cửa sổ với lớp phủ được chạm khắc; một khung cửa bằng gỗ khác thường với dòng chữ "Năm 1237 H '(1821)" và trang trí đường viền hoa; các đồng xu từ năm 700–500 trước Công nguyên và cả thời kỳ lúc bấy giờ của Cộng hòa Thổ Nhĩ Kỳ; cũng như một bức thư với 46 dòng được viết bởi hoàng đế La Mã Septimus Severus cho các công dân của Syedra truyền tải một thông điệp cảm ơn.
Một số khác là một gian trưng bày đáng chú ý trong hội trường trung tâm của thời cổ đại với một dòng chữ trên đá màu xám bằng ngôn ngữ Phoenician năm 625 trước Công nguyên; cũng đặc trưng là nghệ thuật truyền thống của khu vực Alanya của người Yorük như túi làm bằng lông dê, túi yên ngựa, quần áo, vải trang trí, dụng cụ nấu ăn, khăn trải bàn, dao kéo, trang sức, tài liệu viết tay, công cụ viết và phòng mô tả Cuộc sống hàng ngày lúc bấy giờ. Các gian trưng bày bổ sung bao gồm các tác phẩm nghệ thuật và trang trí của người Hy Lạp từ nhà thờ Hagios Georgios của Alanya; một loạt các cổ vật liên quan đến các chuyến đi biển, chẳng hạn như một mô hình của một con tàu chở đầy amphora được tìm thấy từ đáy biển Địa Trung Hải được sử dụng để vận chuyển dầu, và một container làm bằng đồng được trang trí với một tác phẩm điêu khắc của thần Pegasus.

## Xung quanh

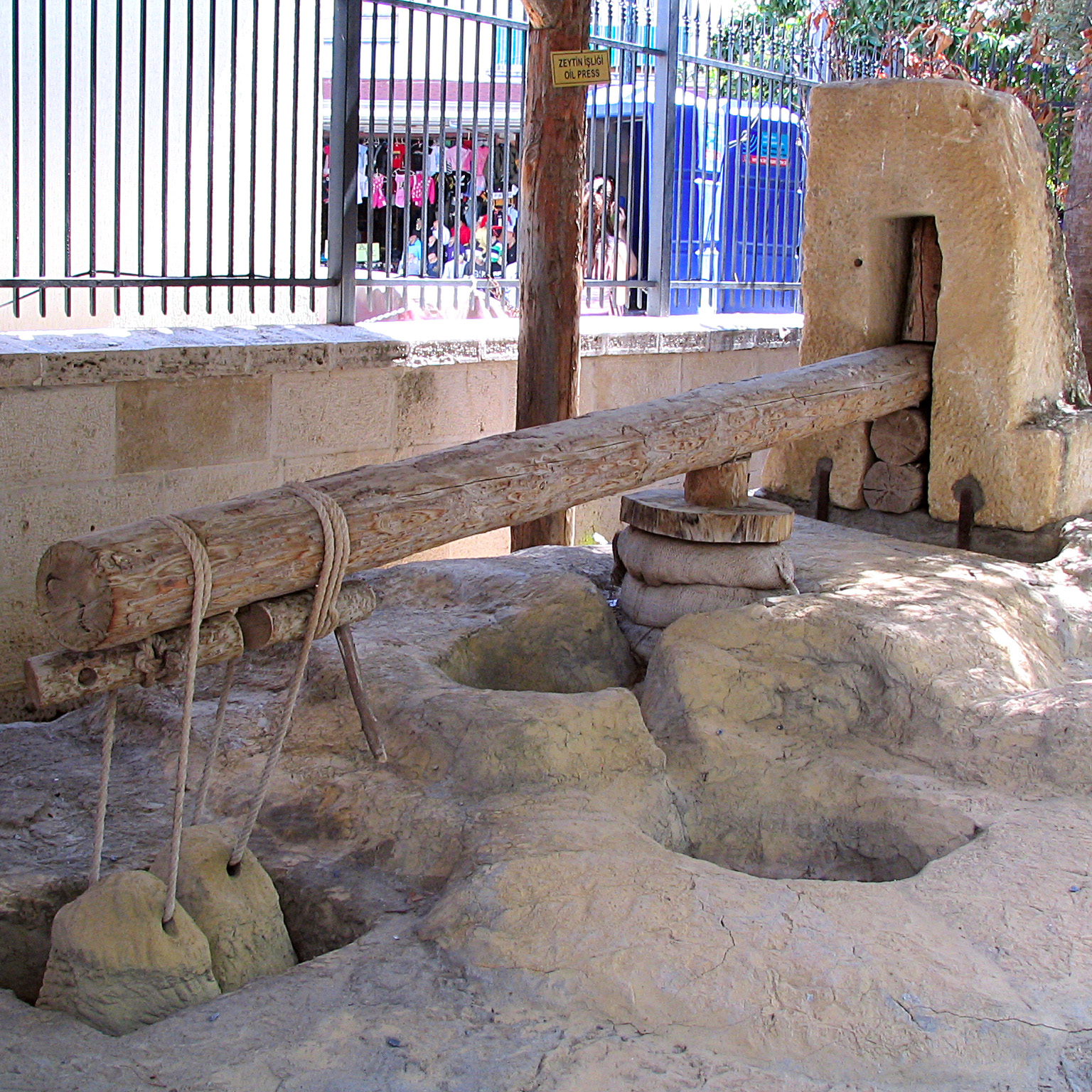
Một công cụ ép dầu trên sân bảo tàng

Có một khu vườn được trồng bao quanh bảo tàng. Có một số lượng lớn các hiện vật liên quan đến các hoạt động tang lễ của thời kỳ La Mã và thời kỳ Hồi giáo của  Seljuk, Ottoman và Republica. Các bãi đất mở trưng bày các cổ vật liên quan đến các hoạt động nông nghiệp của người La Mã được bao gồm các phương pháp khai thác dầu ở Địa Trung Hải cổ đại.